# Diarrhena
Diarrhena is een geslacht uit de grassenfamilie (Poaceae). De soorten van dit geslacht komen voor in Azië en Noord-Amerika.